# Horacio Gómez Bolaños
Pour les articles homonymes, voir Gómez et Bolaños (homonymie).
Horacio Gómez Bolaños (28 juin 1930 - 21 novembre 1999), est un acteur et scénariste mexicain.
Frère de Roberto Gómez Bolaños, dit Chespirito, il fut essentiellement le superviseur des émissions de la série El Chavo del Ocho au début des années 1970. À la demande de son frère, il interpréta des rôles secondaires dans certaines des séries.
À la fin des années 1980, il est devenu producteur de séries télévisées, et scénariste. À partir de 1994, il a travaillé avec son neveu Roberto Gómez Fernández. Il est mort d'une crise cardiaque le 21 novembre 1999. Ses cendres reposent dans l'église Chestojobak de Mexico.